# جزيرة كانيونغان الصغرى
جزيرة كانيونغان الصغرى وهي جزيرة من جزر إندونيسيا، وتقع في إقليم كالمنتان الشرقية.